# Klub Sportowy Pogoń Prudnik
Il Pogoń Prudnik è una società cestistica avente sede a Prudnik, in Polonia. Fondata nel 1964, gioca attualmente nel I. Polska Liga Koszykówki.

## Storia
Il club è stato fondato come polisportiva nel 1945 con il nome di M.K.S. Pogoń Prądnik, mentre la sezione basket è stata fondata nel 1954.

## Palmarès
- Campionato polacco giovanile: 1

1987